# Katie Finneran
Katie Finneran (Chicago, 22 gennaio 1971) è un'attrice e cantante statunitense, vincitrice di due Tony Award.

## Carriera
Dopo aver studiato con Uta Hagen, Katie Finneran ha cominciato a recitare in diversi musical e opere di prosa a Broadway: Passion (1993), Cabaret (2000), Pippin (2010), Promises, Promises (2010), Company (2011) e Annie (2012). Nel 2002 vince il Tony Award alla migliore attrice non protagonista in uno spettacolo per Noises Off e nel 2010 il Tony Award alla miglior attrice non protagonista in un musical per Promises, Promises.

## Filmografia

### Cinema
- La notte dei morti viventi (Night of the Living Dead), regia di Tom Savini (1990)
- C'è posta per te (You've Got Mail), regia di Nora Ephron (1998)
- Liberty Heights, regia di Barry Levinson (1999)
- Eliminate Smoochy, regia di Danny DeVito (2002)
- Miss F.B.I. - Infiltrata speciale (Miss Congeniality 2: Armed & Fabulous), regia di John Pasquin (2005)
- Vita da strega (Bewitched), regia di Nora Ephron (2005)
- Il cane pompiere (Firehouse Dog), regia di Todd Holland (2007)
- Sesso bugie... e difetti di fabbrica (Baby on Board), regia di Brian Herzlinger (2009)
- Comic Movie, registi vari (2013)
- Freaky, regia di Christopher Landon (2020)

### Televisione
- Super Force – serie TV, 1 episodio (1990)
- Sex and the City – serie TV, episodio 1x02 (1998)
- La valle dei pini (All My Children) – serial TV, 1 puntata (1999)
- Frasier – serie TV, 2 episodi (1999)
- Oz – serie TV, 1 episodio (2001)
- Wonderfalls – serie TV, 14 episodi (2004)
- The Inside – serie TV, 13 episodi (2005-2006)
- Drive – serie TV, 1 episodio (2007)
- Royal Pains – serie TV, 1 episodio (2009)
- Damages – serie TV, 1 episodio (2010)
- Mercy – serie TV, 1 episodio (2010)
- Elementary – serie TV, 1 episodio (2015)
- Bloodline – serie TV, 27 episodi (2015-2017)
- Brockmire – serie TV, 6 episodi (2017-2018)
- Murphy Brown – serie TV, 1 episodio (2018)
- Blindspot – serie TV, 1 episodio (2019)
- The Good Fight – serie TV, 1 episodio (2019)
- Why Women Kill – serie TV, 8 episodi (2019)
- The Gilded Age – serie TV, 6 episodi (2022)
- The Blacklist – serie TV, episodio 9x14 (2022)
- Up Here – serie TV, 8 episodi (2023)
- Secret Invasion – miniserie TV (2023)

## Teatro (parziale)
- Il divo Garry di Noël Coward. Hartford Stage di Hartford (1994)
- L'ereditiera di Ruth e Augustus Goetz. Cort Theatre di Broadway (1995)
- Arriva l'uomo del ghiaccio di Eugene O'Neill. Brooks Atkinson Theatre di Broadway (1997)
- Le armi e l'uomo di George Bernard Shaw. Gramercy Theatre dell'Off-Broadway (2000)
- Hedda Gabler di Henrik Ibsen. Williamstown Theatre Festival di Williamstown (2000)
- Cabaret, libretto di Joe Masteroff, testi di Fred Ebb, colonna sonora di John Kander. Studio 54 di Broadway (2000)
- Rumori fuori scena di Michael Frayn. Brooks Atkinson Theatre di Broadway (2001)
- Terapia di gruppo di Christopher Durang. Williamstown Theatre Festival di Williamstown (2008)
- Company, libretto gi George Furth, colonna sonora di Stephen Sondheim. David Geffen Hall di New York (2011)
- Annie, libretto di Thomas Meehan, musiche di Charles Strouse, testi di Martin Charnin. Palace Theatre di Broadway (2013)
- It's Only a Play di Terrence McNally. Bernard B. Jacobs Theatre di Broadway (2015)

## Doppiatrici italiane
Nelle versioni in italiano delle opere in cui ha recitato, Katie Finneran è stata doppiata da:
- Eleonora De Angelis ne La notte dei morti viventi
- Laura Boccanera in Vita da strega
- Pinella Dragani in Sesso, bugie e... difetti di fabbrica
- Elisabetta Spinelli in Elementary
- Barbara De Bortoli in The Good Fight
- Sabrina Duranti in The Gilded Age
- Alessandra Korompay in Bloodline
- Chiara Colizzi in Secret Invasion